# Graz-Reininghaus

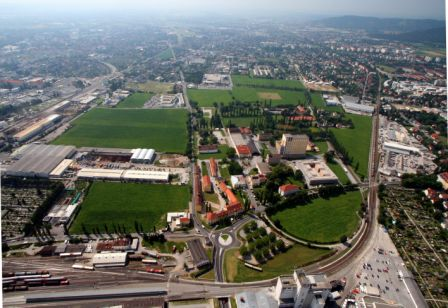
Reininghaus Graz, Blick nach Süd

Graz-Reininghaus ist ein Stadtentwicklungsgebiet in der nach Einwohnern zweitgrößten österreichischen Stadt Graz. Von ca. 2017 bis 2025 soll hier ein neuer Stadtteil für ca. 10.000 Menschen entstehen. Das Gebiet war mit 54 Hektar die größte unbebaute Fläche in zentrumsnaher Lage am rechten Ufer der Mur. Das Gebiet ist 1,8 km vom historischen Stadtkern entfernt und gehört administrativ zu den drei Stadtbezirken Eggenberg, Gries und Wetzelsdorf.

## Geschichte
Bereits vor 5000 Jahren führte eine Straße vom Schloßberg und der Murgasse in etwa entlang der heutigen Prankergasse, Friedhofgasse und Reininghausstraße nach Baierdorf. Sie kreuzte seit der Römerzeit die heutige Alte Poststraße, eine wichtige Nord-Süd-Transitstrecke.
Die Stadt Graz lag damals auf der linken Seite des Flusses. Viele Reisende zogen an der Stadt vorbei. Deshalb erweiterten die Grazer Bürger im Jahr 1361 ihr Stadtgebiet über die Mur hinaus bis an die Alte Poststraße. An der Kreuzung am Steinfeld entstand das größte Mauthaus der Stadt, der Steinfeldhof.
Daneben stand bereits im Mittelalter ein Einkehrwirtshaus mit Übernachtungsmöglichkeit. Grundherren dieses Wirtshauses waren die Eggenberger. Johann Seyfried, Herzog zu Krumau und Fürst zu Eggenberg erteilte dem damaligen Wirt Lorenz Schaupp 1669 die Erlaubnis, auf dem Boden des Steinfeldes eine Brauerei einzurichten und Bier auszuschenken. Über das nächste Jahrhundert wechselte die Mauthausbrauerei mehrmals den Besitzer.

### Die Unternehmerfamilie Reininghaus
Der aus Westfalen stammende Unternehmer Johann Peter von Reininghaus kaufte mit seiner Wiener Frau Therese, geborene Mautner Markhof, im Jahr 1853 das Mauthaus am Steinfeld. Es bestand damals aus einem Wohnhaus, einem Lagerkeller, Sudhaus, Gärkeller, Stallungen und einer Scheune sowie insgesamt fast 45 Hektar Land.

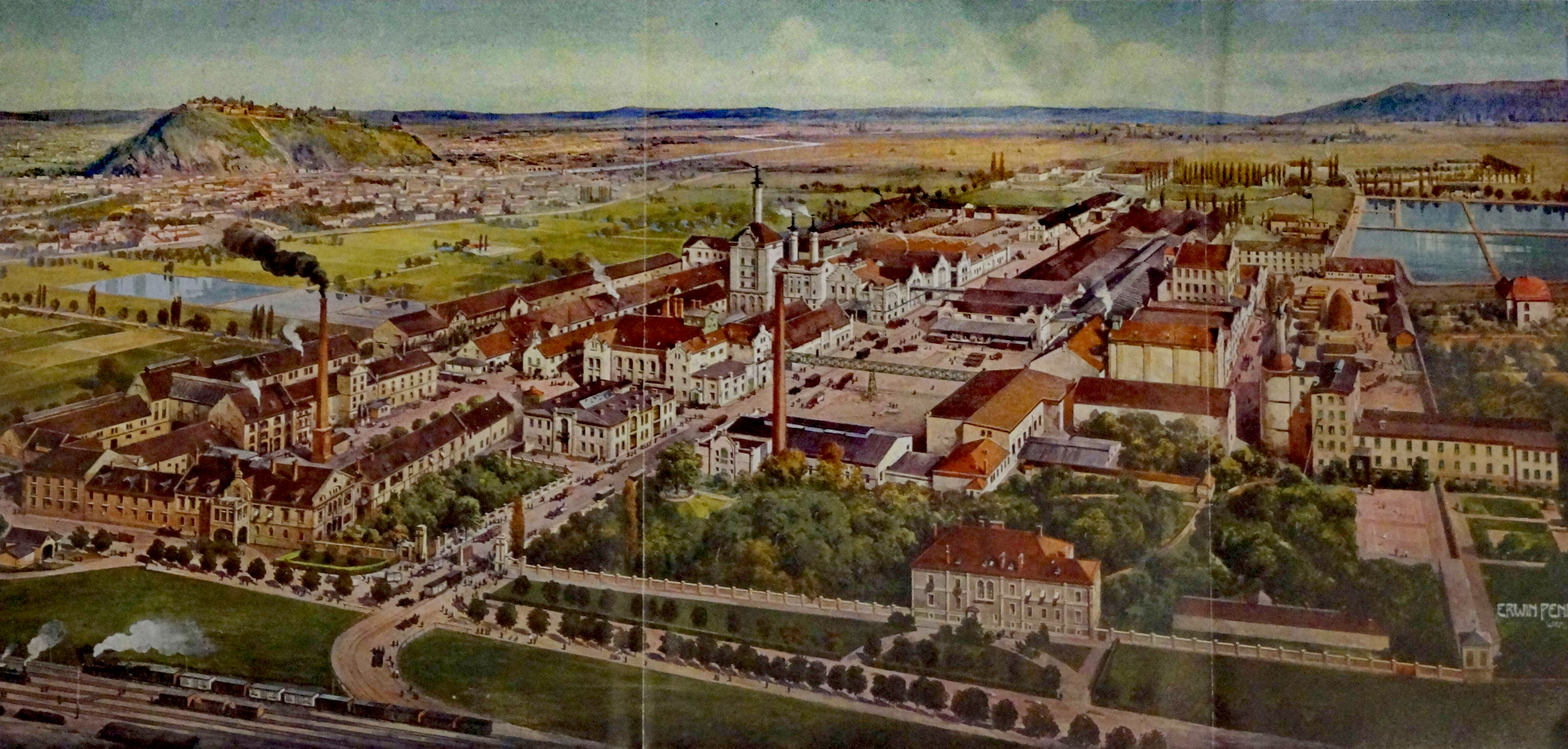
Anlagen der Brüder Reininghaus Actiengesellschaft für Brauerei und Spiritus-Industrie

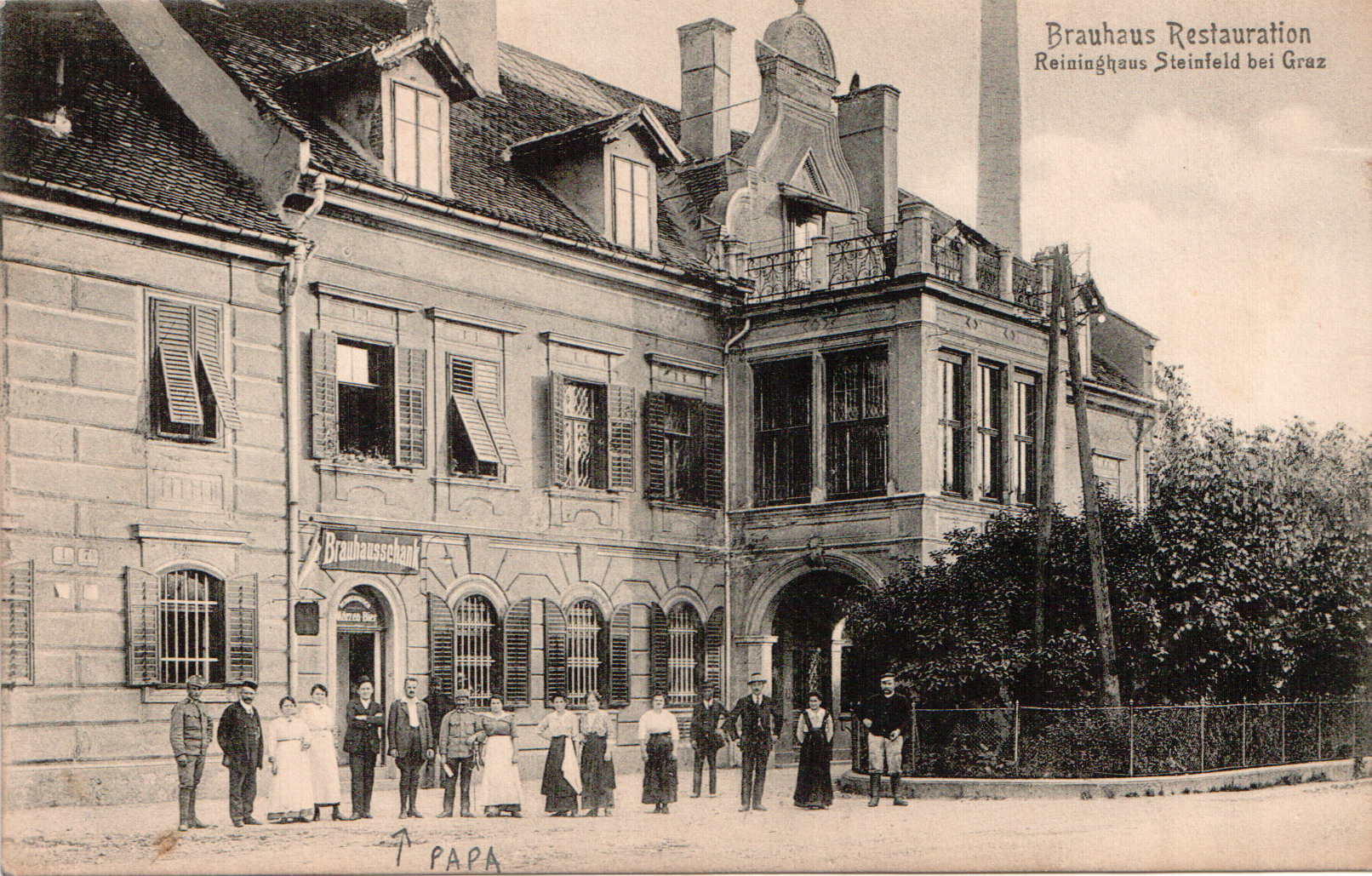
Johann Oberhammer in Graz Steinfeld vor dem Brauhaus Reininghaus etwa 1910

Reininghaus begann, neben Bier auch Malz, Spiritus, Likör, Essig und Presshefe herzustellen. Gemeinsam mit seinem Bruder Julius, der ebenfalls eine Tochter des Unternehmensgründers Adolf Ignaz Mautner (späterer Ritter von Markhof) geheiratet und mit diesem gemeinsam die Presshefe erfunden hatte, gründete er 1855 die Firma Brüder Reininghaus. Die Brüder Reininghaus bauten die erste mit Dampf betriebene Brauerei der Steiermark (von der heute nur mehr das Maschinenhaus übrig ist), und meldeten mehrere Patente für Brauereigeräte an.
Die Brauerei Reininghaus entwickelte sich zu einem der größten Betriebe seiner Art in Österreich. Der Bierausstoß konnte in den Jahren zwischen 1853 und 1892 von 2.500 hl auf damals gewaltige 280.000 hl gesteigert werden. Zusätzlich wurden allein 1892 insgesamt 5.973 hl Spiritus, 2.870 Meterzentner Presshefe und 3.000 hl Essig erzeugt. Der Export reichte bis Afrika und Südamerika. 47 Beamte und 650 Arbeiter arbeiteten zu dieser Zeit im Betrieb. 1901 wandelte die Witwe Therese Reininghaus den Betrieb in eine Aktiengesellschaft um. Im Geschäftsjahr 1912/13 betrug der Bierausstoß bereits 441.000 Hektoliter.
Der Erste Weltkrieg brachte einen Wegfall der Absatzmärkte außerhalb des heutigen Österreich, das Unternehmen stand damals am Rande des Ruins. Der Familie gelang der Wiederaufbau, bis sie durch Weltwirtschaftskrise und NS-Zeit weitere herbe Einschnitte hinnehmen mussten. Die Brüder Reininghaus waren in der Zwischenkriegszeit maßgeblich an der Gründung der späteren Brau Union, beteiligt und hielten Mehrheitsbeteiligungen an den Brauereien Göss und Puntigam. Der damalige Firmenchef Peter Reininghaus verweigerte zunächst jedoch eine Fusion mit der strauchelnden Brauerei Puntigam, diese wurde jedoch in der NS-Zeit vollzogen.
Während des Zweiten Weltkrieges gab es unter dem Brauereigebäuden eine unterirdische Rüstungsfabrik, in der Flugzeugmotoren und Panzergetriebe hergestellt wurden, ein Grund, warum die Reininghausgründe bombardiert wurden.
Peter Reininghaus baute das von Luftangriffen schwer gezeichnete Unternehmen nach dem Zweiten Weltkrieg wieder auf, die Bierproduktion wurde jedoch 1947 endgültig nach Puntigam verlagert. In Reininghaus selbst wurden nur noch Spiritus, Essig, Fruchtsäfte und Malz erzeugt, die Produktion jedoch später nach und nach aufgegeben.

## Weitere Entwicklungsgeschichte

Das ehemalige Bräustüberl

Anfang der Neunziger gaben die Besitzer gemeinsam mit der Stadt Graz eine Verwertungsstudie in Auftrag. Ergebnis dieser Studie war das Konzept eines neuen Kulturstadtteils auf den Reininghausgründen. Dazu gab es auch große verkehrsplanerische Visionen, wie etwa die Stadtbahn, die von Graz Thalerhof über die GKB-Gleise der Reininghausgründe bis nach Pirka verlaufen sollte. Andere Vorschläge sahen die Fachhochschule in die denkmalgeschützten Werkshallen einziehen, und es gab Überlegungen, bei einer positiven Bewerbung für die Olympischen Winterspiele 2002 oder 2006 auf den Reininghausgründen das olympische Dorf zu errichten. Folke Tegetthoff wiederum plante einen „Wonder World of Music“–Themenpark auf den Reininghausgründen. Der Erlebnispark mit einem IMAX-Kino und einer Veranstaltungshalle in Form einer Geige hätte jährlich 600.000 Besucher anlocken sollen. Verwirklicht wurde er bis heute auch andernorts nicht. Ebenfalls wurde über die Nutzung des Areals als Sport- und Freizeitpark mit Testlaufstrecke, Fitnessparcours und Sporthotel, sowie einem französischen Sportartikelhändler als Investor nachgedacht. Kurz bevor die Reininghausgründe erneut den Besitzer wechselten, wurde Ende der 1990er Jahre der Plan für einen Businesspark geboren, der ebenfalls unverwirklicht blieb.
In den Jahren 1995–1999 wurde im Rahmen des Programms URBAN Graz (der EU-Gemeinschaftsinitiative URBAN) in unmittelbarer Nähe des Reininghaus-Areals an der Kreuzung Eggenberger Allee/Alte Poststraße die FH Joanneum angesiedelt. Damit war gleichzeitig die Mission verbunden, einen Impuls für die Aufwertung des Grazer Westens zu setzen. Diese Impulsmaßnahmen setzten sich auch in der zweiten Förderperiode der Gemeinschaftsinitiative URBAN II fort. Im Rahmen des Programms URBAN_Link Graz-West wurden u. a. der Bau der Helmut-List-Halle beschlossen und der Ausbau der erst kürzlich angesiedelten FH. Unterstützt wurden zudem der Bau der Unterführung der Graz-Köflach-Bahn in der Alten Poststraße, sowie die Errichtung des Start-up-Centers im „Businesspark Reininghaus“. Durch diese Maßnahmen rückte Reininghaus etwas mehr in den Fokus der Grazer Stadtentwicklung, sowie vor allem auch der Grazer Bevölkerung.
Im Jahr 2005 erwarb die Asset One Immobilienentwicklungs AG die nicht betriebsnotwendigen Liegenschaften der Brau Union in Österreich auf den Reininghausgründen, um diese in enger Abstimmung mit der Stadt und ihren Bewohnern, der Wirtschaft, den Behörden und Institutionen zu entwickeln. Durch die Wirtschaftskrise 2009 kam Asset One jedoch in finanzielle Schwierigkeiten und überlegte eine schlankere Umsetzung des Projektes. Die Stadt Graz wollte hingegen eine einheitliche Verwertung und bemühte sich nun, das Projekt selbst in die Hand zu nehmen. Nachdem der Verkauf von Asset One an das Petruswerk unter Douglas Fernando nach langen Verhandlungen gescheitert war, wurde Asset One im Dezember 2011 von einem Konsortium rund um den Immobilienmakler Alfred Müller übernommen. Als Vorstand fungiert der Grazer Rechtsanwalt Dr. Bernhard Astner. Im Jahr 2010 wurde zusammen mit der Stadt Graz der Rahmenplan Graz-Reininghaus erstellt. Dieser Rahmenplan wurde im Februar 2010 als Grundlage für die Flächenwidmungsplanänderung der Reininghausgründe beschlossen.
Bei einer Bürgerbefragung im Juli 2012 lehnten 66,99 Prozent der teilnehmenden 70.593 Bürger den beabsichtigten Ankauf der Reininghausgründe durch die Stadt Graz ab. Von den 69.784 gültigen Stimmen sprachen sich 22.495 (32,24 Prozent) für einen Ankauf und 47.289 (67,76 Prozent) gegen einen Ankauf aus. Das am 17. Juli 2012 veröffentlichte Ergebnis der Bürgerbefragung Graz zum Ankauf der Reininghausgründe ist für die Stadt Graz bindend.
2012 erfolgte der Beschluss des 4.0 Stadtentwicklungskonzept der Landeshauptstadt Graz und den darin festgeschriebenen Entwicklungsvorgaben für die Reininghausgründe. 2013 wurden eine Vielzahl der Flächen auf den Reininghausgründen ins öffentliche Gut und vor allem als öffentliche Grünflächen übertragen, mit dem Hintergrund, wertvolle Frei- und Grünflächen für die zukünftige Entwicklung zu sichern.
Die ASSET ONE verkaufte in der Zwischenzeit ihre Liegenschaften weiter an gemeinnützige und private Bauträger, größtenteils aus Österreich stammend. Parallel dazu wurde im Jahr 2013 an den Planungen für die nötige Infrastruktur (Straße und Straßenbahn) gearbeitet, sowie ein wichtiges Kernstück der nachhaltigen Mobilität in Reininghaus ausgearbeitet: die Mobilitätsverträge zwischen der Stadt Graz und den Eigentümern der Liegenschaften. Ziel dieser Verträge ist es vor allem, nachhaltige Mobilitätsformen wie beispielsweise den Fuß- und Radverkehr mehr in den Fokus zu rücken. Dies geschieht unter anderem durch 13,5 km Fuß- und Radwege, welche bis zum Endausbau der Reininghausgründe im Jahr 2027 entstehen sollen. Das Zentrum des Stadtteils wird für den motorisierten Individualverkehr gesperrt sein. Jedes Baufeld wird darüber hinaus mit Fahrradservicestationen und einem eigenen Carsharing Auto ausgestattet sein. Pro Wohneinheit erhalten die Bewohner bei Erstbezug eine Jahreskarte für den städtischen öffentlichen Verkehr. Über die ersten drei Jahre hinweg werden zusätzlich zwei Fahrradservicetage pro Jahr angeboten. Eine persönliche Mobilitätsberatung durch das Stadtteilmanagement hilft bei der Änderung bzw. Anpassung von Mobilitätsverhalten.

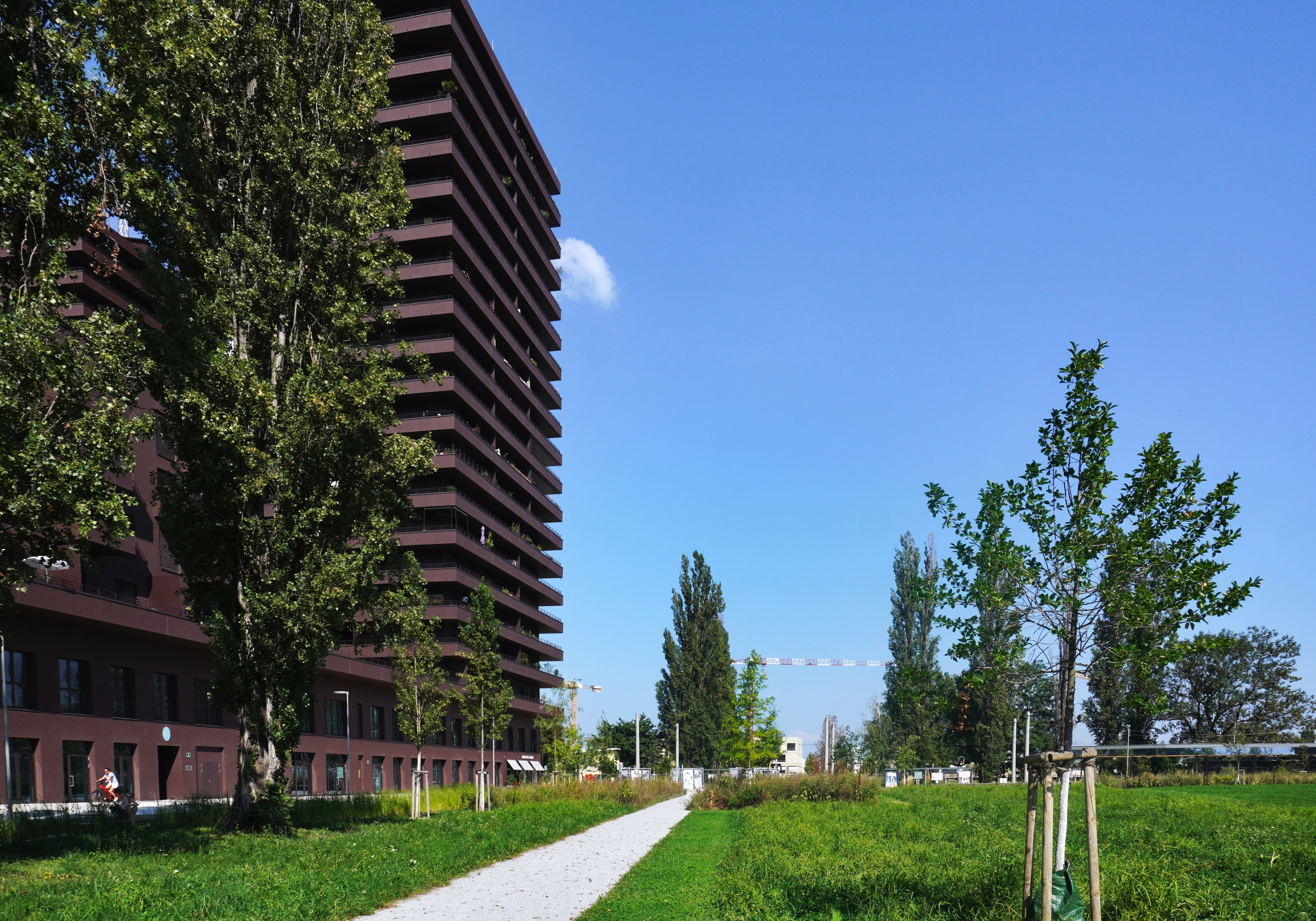
Reininghauspark

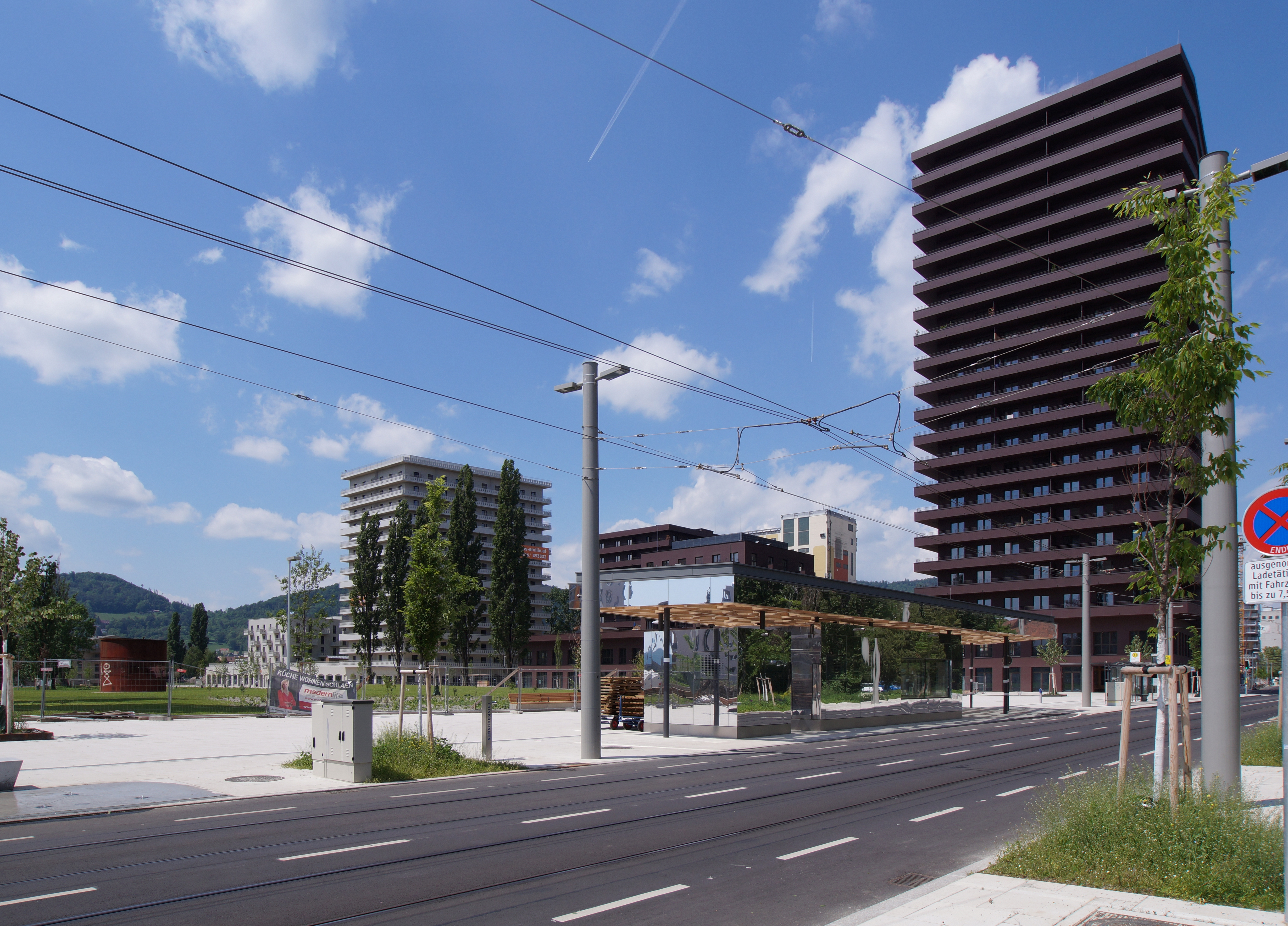
Straßenbahnstation Reininghauspark (Mai 2022)

Ab 2014 starteten die ersten Architekturwettbewerbe für die einzelnen Quartiere der Reininghausgründe. Parallel dazu wurde an den jeweiligen Bebauungsplänen gearbeitet, um eine hohe städtebauliche Qualität in Reininghaus zu gewährleisten. 2015 startete der EU-weite Architekturwettbewerb für den öffentlichen Raum in Reininghaus (betroffen sind vor allem die zentrale Flaniermeile auf den Reininghausgründen – die UNESCO Esplanade, sowie die Achse für den öffentlichen Verkehr). Gleichzeitig gab es im Jahr 2016 einen zweistufigen Architekturwettbewerb für den Reininghauspark – den zentralen öffentlichen Grünraum im neuen Stadtteil, den das Landschaftsarchitekturbüro zwo PK für sich entscheiden konnte.
Ab 2017 wurden die ersten Bauprojekte in Reininghaus umgesetzt, 2018 startete der Ausbau der Alten Poststraße, welche Ende 2019 neu wieder in Betrieb genommen werden konnte.
2019 startete der der Ausbau der Straßenbahn. Ab 26. November 2021 verkehrt die Linie 4 ab der Haltestelle „Alte Poststraße“ vorbei an der FH Joaneum über die UNESCO-Esplanade und den Jochen-Rindt-Platz zur neuen Endstation „Reininghaus“, dabei entstehen 4 neue Haltestellen.

### Zusammenarbeit Bauträger-Stadt Graz-Stadtteilmanagement auf den Reininghausgründen
Durch den Verkauf der Liegenschaften auf den Reininghausgründen von der ASSET ONE an einzelne Bauträger fand man sich vor der Situation wieder, eine Vielzahl an Einzelinteressen zur nachhaltigen Entwicklung der Reininghausgründe bündeln zu müssen. Aufgrund dieser Tatsache wurde im Herbst 2018 der in dieser Form in Österreich einzigartige Zusammenschluss des Eigentümerboards Reininghaus geschaffen, in welchem die 17 am Projekt beteiligten Bauträger baufeldübergreifende Themen und Arbeitsschwerpunkte gemeinsam angehen können, um Synergien abzuschöpfen und Graz-Reininghaus positiv weiterzuentwickeln. Als eine der ersten Maßnahmen setzte man eine Marketing-Offensive, um die gesamten Reininghausgründe, ein Begriff der seitdem stringent für das Entwicklungsgebiet verwendet wird, in das Blickfeld der Bürger zu rücken. Ziel ist es auch, zusammen mit der Stadt Graz, für eine attraktive Handelsstruktur auf den Reininghausgründen zu sorgen, um den zukünftigen Bewohnern einen lebenswerten Stadtteil zu bieten. Ein weiteres Kerninteresse sowohl der öffentlichen Hand, als auch der Bauträger ist es, attraktive Angebote für die Bevölkerung in Form von sozialen Infrastruktureinrichtungen zu schaffen. Dazu zählen Einrichtungen für die Freizeit, für Bildung, die Einbindung von Minderheiten, die soziale Betreuung, der öffentlicher Verkehr, ein sinnvoll und nachhaltig geplantes Fuß- und Radwegenetz. Im gleichen Zeitraum nahm auch das Stadtteilmanagement Reininghaus seine Arbeit auf und fungiert seitdem im Auftrag der Stadt Graz als Dreh- und Vermittlungsscheibe für alle Akteure im laufenden Stadtentwicklungsprozess. Anrainer, Wohnungsinteressenten, Bauträger und die Stadt Graz kommen hier bei regelmäßig stattfindenden Veranstaltungen zusammen und nutzen die Austausch- und Informationsplattform. Auch für die ersten Bewohner, welche Ende 2019 in den ersten fertig gestellten Bau-das „Reininghaus Zehn“ in der „Linse“ einziehen konnten, ist das Stadtteilmanagement Anlaufstelle für Fragen des Alltags in Reininghaus.

## Zukünftige Entwicklung – Vision für die Reininghausgründe
Bis ins Jahr 2027 wird auf den Reininghausgründen Wohnraum für bis zu 10.000 Menschen geschaffen. Die Entwicklung der Wohneinheiten hält damit Schritt und so sollen ca. 5000 Wohnungen auf den Reininghausgründen entstehen. Vergleichbare Zahlen weisen die steirischen Bezirksstädte Leibnitz und Weiz auf. Durch eine lebendige Nutzungsstruktur aus Wohnen, Leben und Arbeiten sollen zudem 5000 Arbeitsplätze geschaffen werden, welche sich hauptsächlich aus den Bereichen Soziale Infrastruktur, Gastronomie, Handel, Büro und Dienstleistungen zusammensetzen werden. Etappenweise werden in den Jahresschritten 2020–2021–2023–2027 sukzessive die Gebäude auf den Quartieren fertig gestellt und so auch optisch für einen wachsenden Stadtteil sorgen.
Auch wenn der Prozess der Stadtentwicklung prinzipiell ein dynamisches System ist und demnach nie ein Ende finden wird, so wird 2027 doch einen markanten Einschnitt in der Entwicklung der Reininghausgründe darstellen. In jenem Jahr soll der neue Stadtteil auf dem ehemaligen Brauereigelände, mit seiner jahrhundertealten Tradition, fertiggestellt sein. In Summe wird man bis dahin einen 54 ha großen Stadtteil für 10.000 Menschen geschaffen haben. Ungefähr 2000 Bäume werden bis dahin gepflanzt, ein 3 ha großer „Reininghauspark“ sowie mindestens 10 % Grünraum pro Baufeld werden angelegt, Freizeit- und Sportmöglichkeiten werden errichtet worden sein, im Quartier 2 wird der höchste Wohnturm der Stadt gebaut worden sein und „Reininghauser“-Schüler werden in der stadtteileigenen AHS oder die Volksschule zur Schule gehen. Insgesamt wird bis 2027 in monetären Werten ein Gesamtinvestitionsvolumen von einer Milliarde Euro getätigt worden sein.

### Öffentliche Anbindung
Die Reininghausgründe sind in das Grazer öffentliche Verkehrsnetz eingebunden. Die Buslinie 66 verbindet seit 2019 den Grazer Westen mit dem Osten und passiert dabei an der Wetzelsdorferstraße mit mehreren Haltestellen den Stadtteil. Im Norden des Areals befinden sich die Haltestelle der Straßenbahn Linie 7 bei der Haltestelle FH Joanneum.
Am 26. November 2021 ging die Straßenbahnlinie als bis in die Reininghausgründe verlängerte Linie 4 in Betrieb. Die Endhaltestelle liegt unmittelbar neben dem Geriatrischen Gesundheitszentrum Peter Rosegger. Weitere Haltestellen sind entlang der Esplanade geplant und werden teilweise mit tim Mobilitätsknoten der Holding Graz kombiniert.